# Црна Гора на Медитеранским играма 2013.
Црна Гора је на Медитеранским играма у Мерсину 2013. учествовала други пут као независна држава.
Делегацију Црне Горе на Медитеранским играма у Мерсину 2013. представљало је 37 спортиста у 11 спортова, 9 појединачних, једном екипном и једном параолимпијском. На играма требало је да наступи и боксер Бошко Драшковић и тенисерка Данка Ковинић који су у последњем тренутку отказали учешће.
Заставу Црне Горе на свечаном отварању носила је рукометашица Милена Кнежевић.
Спортисти Црне Горе освојили су 5 медаља: једну златни, једну сребрну и 3 бронзане. На осново овог резултата у укупном пласману који се одређује према броју освојених медаља Црна Гора је освојила 15. место од 24 земље учеснице.
| МИ Мерсин 2013. |   |   |   | Укупно | Пласман |
| Црна Гора       | 1 | 1 | 3 | 5      | 15      |
| --------------- | - | - | - | ------ | ------- |

## Учесници по спортовима
| Бр. | Спорт         | Мушкарци | Жене | Укупно  |
| --- | ------------- | -------- | ---- | ------- |
| 1.  | Атлетика      | 1        | 1    | 2       |
| 2.  | Бокс          | 2        | 0    | 2       |
| 3.  | Боћање        | 2        | 0    | 2       |
| 4.  | Једрење       | 2        | 0    | 2       |
| 5.  | Карате        | 2        | 1    | 3       |
| 6.  | Пливање       | 1        | 0    | 1 (S10) |
| 7.  | Рукомет       | 0        | 16   | 16      |
| 8.  | Рвање         | 2        | 1    | 3       |
| 9.  | Стреличарство | 3        | 0    | 3       |
| 10. | Стрељаштво    | 1        | 0    | 1       |
| 11. | Џудо          | 2        | 0    | 2       |
|     | Укупно (11)   | 18       | 19   | 37      |

## Освајачи медаља

### Злато
- Срђан Мрваљевић - џудо, мушкарци до 81 kg

### Сребро
- Мирослав Петковић - боћање мушкарци појединачно

### Бронза
- Данијел Фуртула — атлетика, бацање диска
- Никола Милачић — бокс мушкарци до 91 kg
- Никола Гушић - џудо, мушкарци до 66 kg

## Резултати по спортовима

### Атлетика
Преставници Црне Горе су се такмичили у две дисциплине:скоку удаљ и Трка на 10.000 м. Због малог броја учесника у обе дисциплине није било квалификација и атлетичари су се аутоматски такмичили у финалу
| Спортиста         | Дисциплина     | Финале             | Финале             | Детаљи |
| Спортиста         | Дисциплина     | Резултат           | Место              | Детаљи |
| ----------------- | -------------- | ------------------ | ------------------ | ------ |
| Данијел Фуртула   | Бацање диска М | 61,45              |                    |        |
| Слађана Перуновић | 10.000 м Ж     | Није завршила трку | Није завршила трку |        |

### Бокс
Мушкарци
| Боксер         | Дисциплина | коло 16 такмичара  | Четвртфинале                     | Полуфинале                         | Финале               | Пласман              | Детаљи         |
| Боксер         | Дисциплина | Противник Резултат | Противник Резултат               | Противник Резултат                 | Противник Резултат   | Пласман              | Детаљи         |
| -------------- | ---------- | ------------------ | -------------------------------- | ---------------------------------- | -------------------- | -------------------- | -------------- |
| Никола Милачић | - 91 kg    | слободан           | Elmohamady Elalfy Египат Поб 3:0 | Јосип Бепо Филипи Хрватска Пор 1:2 | Није се квалификовао |                      | [ мртва веза ] |
| Ален Бегановић | + 91 kg    |                    | Роберто Карамеле Италија Пор 0:3 | Није се квалификовао               | Није се квалификовао | Није се квалификовао | [ мртва веза ] |

### Стрељаштво
| Стрелац          | Дисциплина           | Квалификација            | Квалификација | Финале           | Финале           | Плаасман     | Детаљи         |
| Стрелац          | Дисциплина           | Резултат                 | Пласман       | Резултат         | Укупно           | Плаасман     | Детаљи         |
| ---------------- | -------------------- | ------------------------ | ------------- | ---------------- | ---------------- | ------------ | -------------- |
| Никола Шарановић | Ваздушни пиштољ 10 м | 556 (90+91++94+92+96+93) | 18            | Није се пласирао | Није се пласирао | 18 / 21 (22) |                |
| Никола Шарановић | Пиштољ 50 м          | 524 (84+85+88+90+88+89)  | 14            | Није се пласирао | Није се пласирао | 14 / 14      | [ мртва веза ] |

### Џудо
Мушкарци
| Џудиста         | Дисц.  | Квал.              | коло 32                         | коло 16                     | Четвртфинале                        | Полуфинале                               | 1. коло репасажа   | Четвртфин. репасажа                       | Полуфин. репасажа                   | Финале                            | Плас. | Бел.           |
| Џудиста         | Дисц.  | Противник Резултат | Противник Резултат              | Противник Резултат          | Противник Резултат                  | Противник Резултат                       | Противник Резултат | Противник Резултат                        | Противник Резултат                  | Противник Резултат                | Плас. | Бел.           |
| --------------- | ------ | ------------------ | ------------------------------- | --------------------------- | ----------------------------------- | ---------------------------------------- | ------------------ | ----------------------------------------- | ----------------------------------- | --------------------------------- | ----- | -------------- |
| Никола Гушић    | -66 kg |                    | Елио Верде Италија Поб. 100-000 | Маркос Шпанија Пор. 000-100 | Није се пласирао                    | Није се пласирао                         |                    | Clement Czukiewycz Француска Поб. 100-000 | Ahmed Abouelkhe Египат Поб. 100-000 |                                   |       | [ мртва веза ] |
| Срђан Мрваљевић | -81 kg |                    |                                 | Слободан                    | Мохамед Абделал Египат Поб. 100-000 | Масимилијано Кароло Италија Поб. 100-000 |                    |                                           |                                     | Аљаж Седеј Словенија Поб. 100-010 |       | [ мртва веза ] |